# London Ravens
Die London Ravens waren eine American-Football-Mannschaft aus der britischen Hauptstadt London. Sie gehörten zu den ersten britischen Football-Mannschaften und waren die stärkste Mannschaft in den 1980ern. Ab ihrer Gründung 1983 bis in die Saison 1988 hinein verloren sie kein einziges Spiel gegen eine andere britische Mannschaft und gewannen in dieser Zeit vier nationale Meisterschaften. Nach der Saison 1991 löste sich die Mannschaft auf.

## Geschichte
Nach der ersten Übertragung von NFL-Spielen auf Channel 4 in der Saison 1982 und dem Exhibition Game der Minnesota Vikings gegen die St. Louis Cardinals in London entstanden im Vereinigten Königreich die erste American-Football-Mannschaften. Die Ravens begannen ihr Training an der Speakers Corner im Hyde Park. Im Oktober 1983 gab es das erste bekannte Spiel zweier britischer Mannschaften: Die Ravens gewannen dieses erste Spiel 48:0 gegen die Northwich Spartans, ein zweiter Sieg gegen dieselbe Mannschaft folgte im selben Jahr. Im November 1983 erfolgte die erste internationale Begegnung: das Spiel gegen die Paris Castors, einer Universitätsmannschaft der ESTP, endete unentschieden mit 6:6.
Im Jahr 1984 trugen die Ravens, genannt Black Shadow, zehn Spiele gegen britische Mannschaften aus, die sie allesamt gewannen. Es gab keine offizielle Liga, in den inoffiziellen Tabellen waren die Ravens aber klar auf Platz 1. Auch ein weiteres internationales Spiel gegen den französischen Meister Paris Spartacus gewannen die Ravens mit 51:0. Zwei Spiele gegen die Mannschaft der US Air Force Chicksands verloren die Ravens dagegen.
1985 wurden die ersten Ligen ausgetragen. Die britischen Mannschaften hatten sich nicht auf eine Liga einigen können. Die Ravens schlossen sich der American Football League United Kingdom (AFLUK) an, die als stärkste Liga galt. Die Ravens legten eine perfekte Saison hin und gewannen die Meisterschaft, den AFL Summer Bowl I, in Villa Park in Birmingham gegen den Lokalrivalen Streatham Olympians mit 45:7. Bereits zuvor hatten die Ravens als erstes britisches Team eine Mannschaft aus US-amerikanischen Spielern besiegt: Am 4. Juli 1985 gelang gegen die USAF Chicksands ein 13:12.
In der Saison 1986 schlossen sich die Ravens der Budweiser League an, nicht der BAFL, in der die AFLUK aufgegangen war. So verloren die Ravens auch ihr Startrecht in der neu gegründeten European Football League. Erstmal verpflichteten die Ravens dafür auch ausländische Importspieler. Erneut legte die Mannschaft eine perfekte Saison hin. Im Budweiser Bowl I am 31. August 1986 standen sich erneut die Ravens und die Olympians gegenüber. Vor etwa 6000 Zuschauern im National Athletics Stadium in Leicester führten die Ravens zur Halbzeit mit 20:0. In der zweiten Halbzeit kamen die Olympians auf 20:12 heran, die Ravens brachten das Ergebnis aber dann über die Zeit.
Budweiser wurde in der Saison 1987 zum Sponsor des kompletten britischen Ligabetriebs. Die Ravens blieben weiterhin ohne Niederlage gegen britische Mannschaften. Den Budweiser Bowl II am 20. September 1987 vor 13000 Zuschauern im Londoner Loftus Road gewannen die Ravens mit 40:23 gegen die Manchester Allstars.
Nach 63 Siegen in Folge gegen britische Mannschaften mussten die Ravens 1988 die erste Niederlage hinnehmen: dem alten Rivalen Olympians unterlag man mit 8:22. Durch die Meisterschaft 1987 hatten sich die Ravens für die European Football League 1988 qualifiziert, die in England ausgetragen wurde. Die Ravens unterlagen jedoch im Viertelfinale am 30. Juli 1988 im Crystal Palace National Sports Centre den Amsterdam Crusaders mit 27:31. Nach dem EuroBowl folgten die britischen Play-offs und erneut mussten die Ravens eine Niederlage hinnehmen: Mit einem 13:51 gegen den späteren Meister Birmingham Bulls verpasste man erstmals das britische Meisterschaftsfinale.
Im Eröffnungsspiel der Saison 1989 unterlagen die Ravens den Bulls knapp mit 22:26. In der South East Division kamen die Ravens mit sieben Siegen und drei Niederlagen auf Platz 2. In den Play-offs bereits im Viertelfinale Schluss. Die Ravens unterlagen den Manchester Spartans mit 16:34.
In der Saison 1990 reichte es für die Ravens gerade Mal für einen Sieg bei neun Niederlagen. Nach der Saison wurde die Mannschaft von einer neuen Führung übernommen. Diese verzichtete auf Importspieler. Die Saison 1991 war mit zwei Siegen, einen Remis und sieben Niederlagen geringfügig besser als die Vorsaison. Doch wegen einer Verkleinerung der Division I mussten die Ravens in die Division II absteigen. Die Ravens protestierten dagegen und zogen ihre Mannschaft zurück, da sie nicht in der höchsten Liga spielen durften. Nur das Jugendprogramm der Ravens war noch bis 1993 aktiv.

## Übersicht der Spielzeiten
| Saison | Regular Season   | Regular Season | Regular Season | Regular Season | Regular Season | Regular Season | Regular Season | Post-Season | International | International                                           |
| Saison | Liga             | Sp             | S              | N              | U              | P+             | P–             | Post-Season | Wettbewerb    | Spiele                                                  |
| ------ | ---------------- | -------------- | -------------- | -------------- | -------------- | -------------- | -------------- | --- | ------------- | ------------------------------------------------------- |
| 1983   | –                | 2              | 2              | 0              | 0              |                |                | – | –             | Paris Castors: 6:6                                      |
| 1984   | –                | 10             | 10             | 0              | 0              |                |                | – | –             | USAF Chicksands: zwei Niederlagen Paris Spartacus: 51:0 |
| 1985   | AFLUK            | 10             | 10             | 0              | 0              |                |                | AF: Colchester Gladiators 66:0 VF: Oxford Bulldogs 20:0 HF: Leicester Panthers 40:14 Summer Bowl I: Streatham Olympians 45:7 | –             | USAF Chicksands: 13:12                                  |
| 1986   | Budweiser League | 10             | 10             | 0              | 0              | 664            | 038            | AF: Greenwich Rams 69:0 VF: Chelmsford Cherokee 56:0 HF: Swindon Steelers 43:0 Bud Bowl I: Streatham Olympians 20:12         | –             | –                                                       |
| 1987   | Budweiser League | 10             | 10             | 0              | 0              | 412            | 086            | VF: Flyde Falcons 41:0 HF: Luton Flyers 56:0 Bud Bowl II: Manchester Allstars 40:23                                          | –             | –                                                       |
| 1988   | Budweiser League | 14             | 13             | 1              | 0              | 597            | 210            | VF: Luton Flyers 55:27 HF: Birmingham Bulls 13:51                                                                            | EFL           | VF: Amsterdam Crusaders 27:31                           |
| 1989   | Budweiser League | 10             | 7              | 3              | 0              | 200            | 123            | VF: Manchester Spartans 16:34                                                                                                | –             | –                                                       |
| 1990   | NDMA             | 10             | 1              | 9              | 0              | 088            | 275            | – | –             | –                                                       |
| 1991   | NDMA             | 10             | 2              | 7              | 1              | 104            | 249            | – | –             | –                                                       |